# John Kingman
Sir John Frank Charles Kingman (* 28. August 1939 in Beckenham) ist ein britischer Mathematiker, der sich mit Statistik beschäftigt.

## Leben
Kingman studierte ab 1956 Mathematik an der Cambridge University (Bachelor 1960) bei Peter Whittle und dann am St Cross College der Universität Oxford bei David George Kendall, wobei er sich in Statistik spezialisierte. Statt die Promotion zu vollenden, ging er mit Kendall wieder nach Cambridge, wo er Fellow des Pembroke College wurde. 1965 wurde er Reader an der University of Sussex und 1966 Professor. 1969 bis 1985 war er Professor in Oxford, wo er Fellow des St. Anne´s College war. Er war unter anderem Gastprofessor an der Australian National University. Kingman leistete unter anderem Beiträge zur Warteschlangentheorie, mit Anwendungen auf Verkehrsflüsse, und zur Populationsgenetik. 1968 bewies er ein Ergodentheorem für subadditive stochastische Prozesse (Journal of the Royal Statistical Society, 1968).
1967 erhielt er den Senior Berwick-Preis der London Mathematical Society, 1971 wurde er Fellow der Royal Society, deren Royal Medal er 1983 erhielt, 2021 Honorary Fellow. 1981 erhielt er die Guy-Medaille in Silber der Royal Statistical Society, 2013 in Gold. 1985 wurde er geadelt. 1978 bis 1992 war er Vizepräsident des Institute of Statisticians und 1987 bis 1989 Präsident der Royal Statistical Society. 1990 bis 1992 war er Präsident der London Mathematical Society. 2000 wurde er Vorsitzender der staatlichen britischen Statistik-Kommission. Er ist fünffacher Ehrendoktor. 1985 wurde er Vizekanzler der Universität Bristol.
Seit 1995 ist er ordentliches Mitglied der Academia Europaea. 2007 wurde er zum auswärtigen Mitglied (Foreign Associate) der National Academy of Sciences gewählt. 2007/08 und 2008/09 war er im Abel-Preis-Komitee.

## Schriften
- mit S. J. Taylor: Introduction to measure and probability, Cambridge University Press 1966
- On the algebra of queues, Methuen 1966
- Regenerative Phenomena, Wiley 1972
- Mathematics of Genetic Diversity, SIAM 1980
- Poisson Processes, Oxford University Press 1993